# Heliogravura
Heliogravura, též fotogravura, klíčotypie, (ang. Photogravure, něm. Heliogravüre, fr. Héliogravure) je grafická technika tisku z hloubky nahrazující ruční rytí fotochemickým procesem. Roku 1878 ji vynalezl malíř a vynálezce Karel Klíč (1841–1926) a v roce 1890 ji zdokonalil na rotační stírací hlubotisk.

## Historie
Vynálezu heliogravury předcházely objevy Francouze Nicéphore Niépce, který roku 1825 zhotovil první heliografickou kopii rytiny na fotocitlivou asfaltovou vrstvu a Brita Williama Foxe Talbota, který byl autorem negativního procesu (1841).
Pro techniku heliogravury byl významný další Talbotův objev z roku 1852 - nahrazení slaných papírů s dusičnanem stříbrným vrstvou želatiny senzitizované dvojchromanem draselným. Po osvícení se želatina na osvětlených místech stala nerozpustná. Roku 1858 Talbot zveřejnil fotoglyptický proces přenosu fotografie na ocelovou desku. Ten byl předchůdcem postupu heliogravury, který roku 1878 zdokonalil a uvedl do praxe Karel Klíč. Po přestěhování do Anglie (1889) Karel Klíč vyřešil problém stírání barvy z povrchu desky a přizpůsobil tak techniku pro průmyslový tisk. Roku 1895 nahradil mechanické naprašování zrna hlubotiskovou mřížkou, která později umožnila zavedení rotačního hlubotisku.
Před první světovou válkou byla heliogravura užívána především k tisku knižních ilustrací. Dávala velmi jemné a tónově odstupňované tisky, ale před zavedením ofsetu, kdy se tiskla manuálně v lisu, sloužila k ilustracím luxusních publikací vydávaných v malém nákladu.

## Postup
Původní heliogravura užívala měděné desky s naprášeným a teplem fixovaným jemným asfaltovým zrnem nebo kalafunou jako při technice akvatinty. Zrno sloužilo při tisku k vytvoření polotónů. Deska pak byla pokryta vrstvou želatiny, senzibilizovaná v lázni dvojchromanu draselného a usušena. Po přiložení fotografického diapozitivu nebo kresby na průsvitném papíře byla exponována na slunci nebo pod silnou lampou a vyvolána ve vlažné vodě, kterou se odplavily neosvětlené části želatinové vrstvy. Obnažená místa se leptají roztokem chloridu železitého. Po odstranění krytu se deska naválí hlubotiskovou barvou a tiskne v měditiskařském lisu.

## Galerie

Jean-Léon Gérôme: Egyptská tanečnice
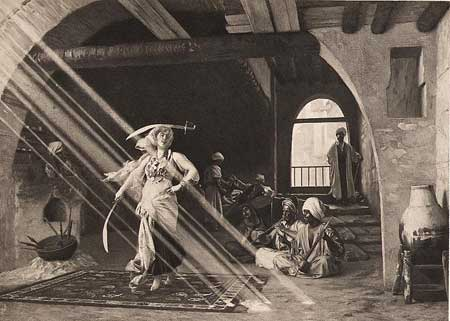
Jean-Léon Gérôme: Egyptský tanečník s mečem
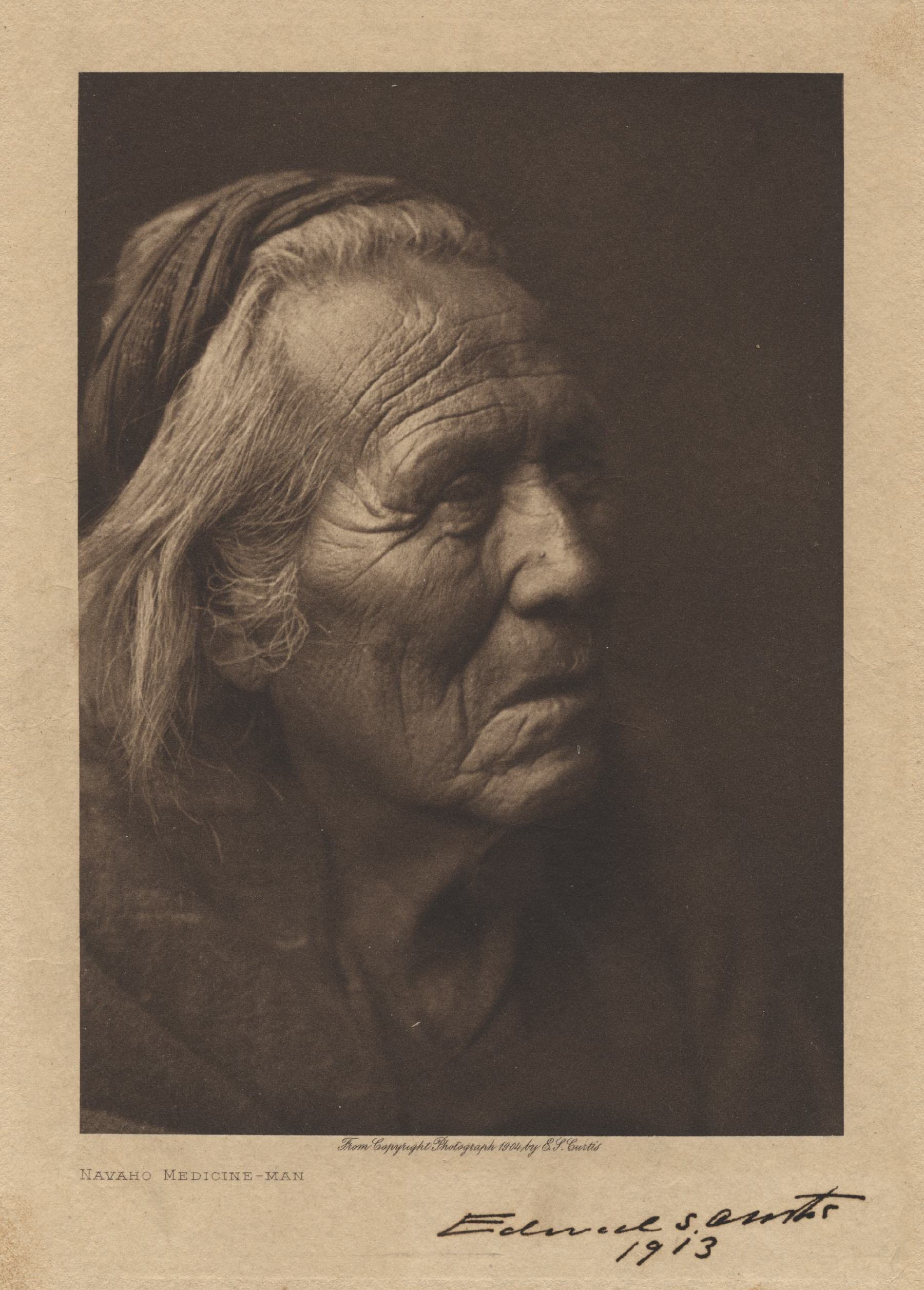
Edward S. Curtis: Šaman kmene Navajo, asi 1904